# Edmond Armen Nasarjan
Edmond Armen Nasarjan (bulgarisch Едмонд Армен Назарян; * 19. Januar 2002 in Sofia) ist ein bulgarischer Ringer. Er wurde 2020 Europameister im griechisch-römischen Stil in der Gewichtsklasse bis 55 kg Körpergewicht.

## Werdegang
Edmond Nasarjan ist der Sohn von dem zweimaligen Olympiasiegers und vielfachen Weltmeisters im Ringen Armen Nasarjan. Beide sind armenischer Herkunft, leben aber in Bulgarien. Edmond Nasarjan begann schon in früher Jugend mit dem Ringen und startet nur im griechisch-römischen Stil.
Seinen ersten Start bei einer internationalen Meisterschaft absolvierte Edmond Nasarjan 2017 bei der Junioren-Europameisterschaft (Altersgruppe "Cadets") in Sarajevo. In der Gewichtsklasse bis 42 kg Körpergewicht belegte er dabei den 11. Platz. Bei der Junioren-Weltmeisterschaft ("Cadets") 2017 in Athen kam er der gleichen Gewichtsklasse auf den 8. Platz.
Im Mai 2018 wurde Edmond Nasarjan in Skopje Junioren-Europameister ("Cadets") in der Gewichtsklasse bis 45 kg Körpergewicht. Im Finale besiegte er dabei Gurban Furbanow aus Aserbaidschan. Im gleichen Jahr kam er bei der Junioren-Weltmeisterschaft ("Cadets") in Zagreb in dieser Gewichtsklasse auf den 3. Platz und gewann damit eine Bronzemedaille. Im Oktober 2018 nahm er auch an den Olympischen Jugend-Spielen in Buenos Aires teil. Er gewann auch dort in der Gewichtsklasse bis 45 kg eine Medaille und zwar eine bronzene.
Im Juni 2019 wurde er in Faenza in der Gewichtsklasse bis 51 kg wieder Junioren-Europameister ('"Cadets") vor Baris Erbek, Türkei. Bei der Junioren-Weltmeisterschaft ("Cadets"), die einen Monat später in Sofia stattfand, unterlag er nach zwei gewonnenen Kämpfen im Halbfinale gegen Saeid Morad Gholi Esmailileivesi aus dem Iran, sicherte sich danach aber mit einem Sieg über Arschad, Indien, eine Bronzemedaille.
Bei der Europameisterschaft 2020 in Rom startete Edmond Nasarjan erstmals bei einer internationalen Meisterschaft bei den Senioren. In der Gewichtsklasse bis 55 kg überraschte er alle Konkurrenten und besiegte Snorre Harsem Sund, Norwegen, Giovanni Freni, Italien, den Weltmeister von 2018 Eldaniz Azizli aus Aserbaidschan, den er sogar schulterte und im Finale den amtierenden Europameister Witali Kabalojew aus Russland.

## Internationale Erfolge
| Jahr | Platz | Wettbewerb                                                | Gewichtsklasse | Ergebnisse |
| 2017 | 11.   | Junioren-EM ("Cadets") in Sarajevo                        | bis 42 kg      | Sieger: Hasrat Jafarow, Aserbaidschan vor Daniel Pramatanow, Italien |
| 2017 | 8.    | Junioren-WM ("Cadets") in Athen                           | bis 42 kg      | Sieger: Gurban Gurbanow, Aserbaidschan vor Gennadi Zavertailo, Ukraine |
| 2017 | 1.    | Junioren-Balkan-Meisterschaft ("Cadets") in Murska Sobota | bis 42 kg      | vor Ilie Tereblecea, Rumänien |
| 2018 | 1.    | Junioren-EM ("Cadets") in Skopje                          | bis 45 kg      | vor Gurban Gurbanow, Leonid Moros, Moldawien und Ilijas Jandarow, Russland |
| 2018 | 3.    | Junioren-WM ("Cadets") in Zagreb                          | bis 45 kg      | hinter Ilijas Jandarow und Gumrad Zavertailo |
| 2018 | 3.    | Olympische Jugend-Spiele in Buenos Aires                  | bis 45 kg      | hinter Amirreza Mohammadreza Dehboozorgi, Iran und Jeremy Peralta Gonzalez, Ecuador                                                                                             |
| 2019 | 1.    | Junioren-EM ("Cadets") in Faenza                          | bis 51 kg      | vor Baris Erbek, Türkei, Wladimir Woitowitsch, Ukraine und Armen Harutjunjan, Armenien                                                                                          |
| 2019 | 3.    | Junioren-WM ("Cadets") in Sofia                           | bis 51 kg      | nach Siegen über Akmal Chamrojew, Usbekistan und Ischar Kurbajew, Kasachstan, einer Niederlage gegen Saeid Morad Gholi Esmailileivesi, Iran und einem Sieg über Arschad, Indien |
| 2020 | 1.    | EM in Rom                                                 | bis 55 kg      | nach Siegen über Snorre Harsem Lund, Norwegen, Giovanni Freni, Italien, Eldaniz Azizli, Aserbaidschan und Witali Kabalojew, Russland                                            |

Erläuterungen
- alle Wettkämpfe im griechisch-römischen Stil
- Altersgruppe "Cadets" bis zum 17. Lebensjahr
- WM = Weltmeisterschaft, EM = Europameisterschaft